# جردی فیگرس
جردی فیگرس (انگلیسی: Jordi Figueras؛ زادهٔ ۱۶ مهٔ ۱۹۸۷) بازیکن فوتبال اهل اسپانیا است.
از باشگاه‌هایی که در آن بازی کرده‌است می‌توان به باشگاه فوتبال رئال مادرید سی، باشگاه فوتبال رایو وایکانو، باشگاه فوتبال رئال مادرید، باشگاه فوتبال روبین کازان، باشگاه فوتبال رئال بتیس، باشگاه فوتبال رئال وایادولید، باشگاه فوتبال کلوب بروژ، باشگاه فوتبال سلتاویگو، و باشگاه فوتبال اسکی‌شهراسپور اشاره کرد.